# Aeropuerto de Selfoss
El Aeropuerto de Selfoss (OACI: BISF) es un aeropuerto que sirve a Selfoss, una pequeña ciudad del municipio de Árborg al sur de Islandia, a orillas del río Ölfusá. Es un aeropuerto civil y privado, el más importante de la zona sur de la región de Suðurland.